# Šport u 1872.
◄◄ | ◄ | 1869. | 1870. | 1871. | 1872.  | 1873. | 1874. | 1875. | ► | ►►
Arhitektura • Astronomija • Biologija • Fotografija • Glazba • Kazalište • Kemija • Kiparstvo • Knjige • Književnost • Kršćanstvo • Meteorologija • Medicina • Planinarstvo • Politika • Pravo • Promet • Slikarstvo • Šport • Znanost • Željeznički promet
Šport u 1872.

## Svijet

### Osnivanja
- Le Havre AC, francuski nogometni klub
- Rangers F.C., škotski nogometni klub

## Vanjske poveznice
|  | Zajednički poslužitelj ima još gradiva o temi Šport u 1872. |